# آب‌شیرین (گچساران)
آب‌شیرین روستایی در دهستان امامزاده جعفر بخش مرکزی شهرستان گچساران استان کهگیلویه وبویراحمد ایران است. 

## مردم
مردم روستای آب شیرین به زبان لری و زبان ترکی قشقایی سخن می‌گویند.

## جمعیت
بر پایه سرشماری عمومی نفوس و مسکن در سال ۱۳۹۵ جمعیت این روستا ۱٬۳۴۹ نفر (۴۰۶خانوار) بوده‌است.